# Sex (filme)
Sex é um filme mudo do gênero drama produzido nos Estados Unidos e lançado em 1920.